# اتحاد غرينادا لكرة القدم
تأسس اتحاد غرينادا لكرة القدم في عام 1924م وانضم إلى الإتحاد الدولي لكرة القدم في 1978م وإنضم إلى اتحاد أمريكا الشمالية لكرة القدم في 1969م.

## روابط إضافية
- Official website
- Grenada at the FIFA website.